# Carlos Enrique Díaz de León
Carlos Enrique Díaz de León (1915 – 2014) foi Presidente interino da Guatemala de 27 de junho a 28 de junho de 1954.